# Lago di Canzolino
Il lago di Canzolino è un lago della provincia di Trento, situato nel comune di Pergine Valsugana e facente parte del bacino idrografico del torrente Fersina.

## Descrizione

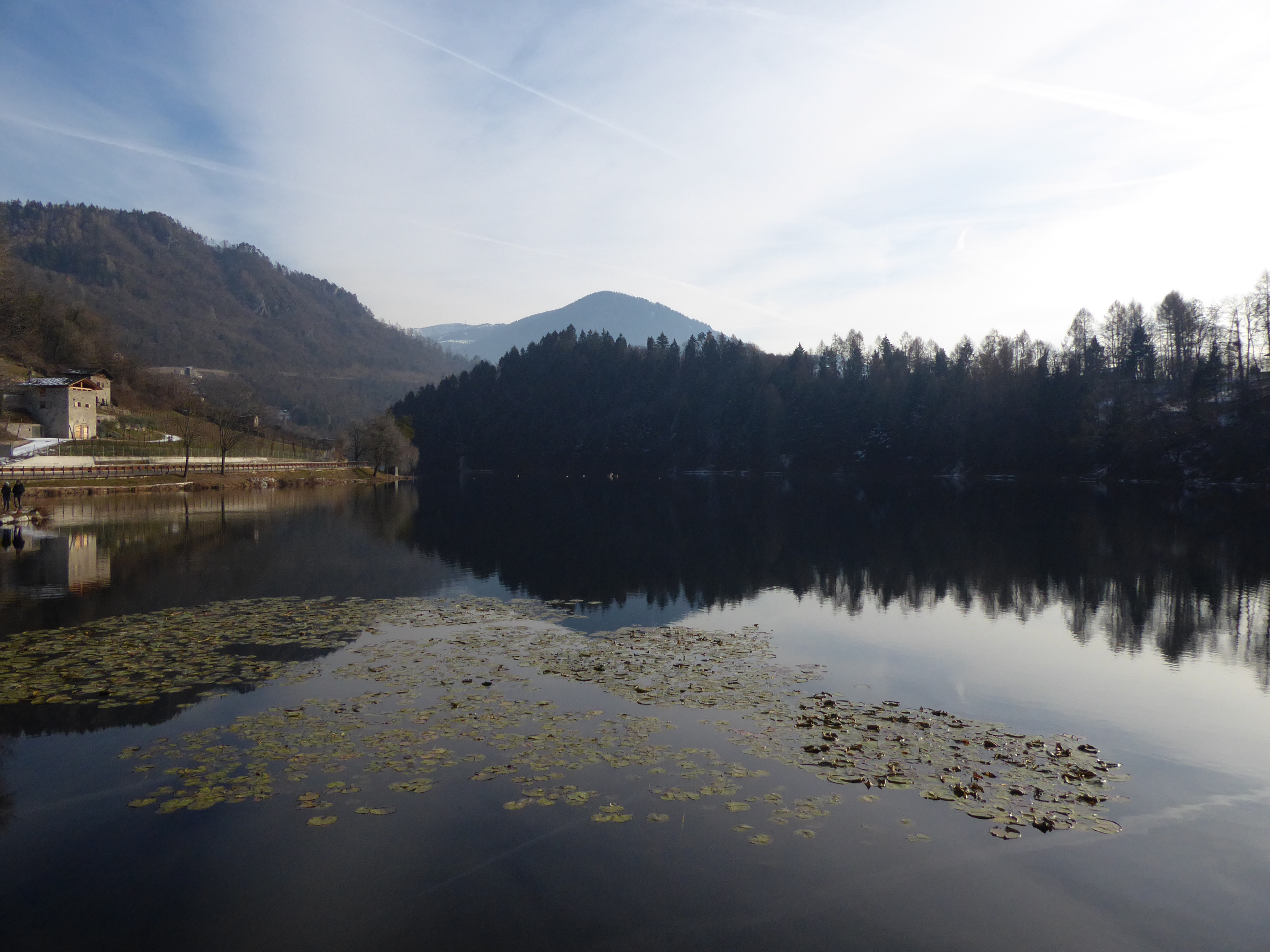
Vista dalla sponda nord-ovest

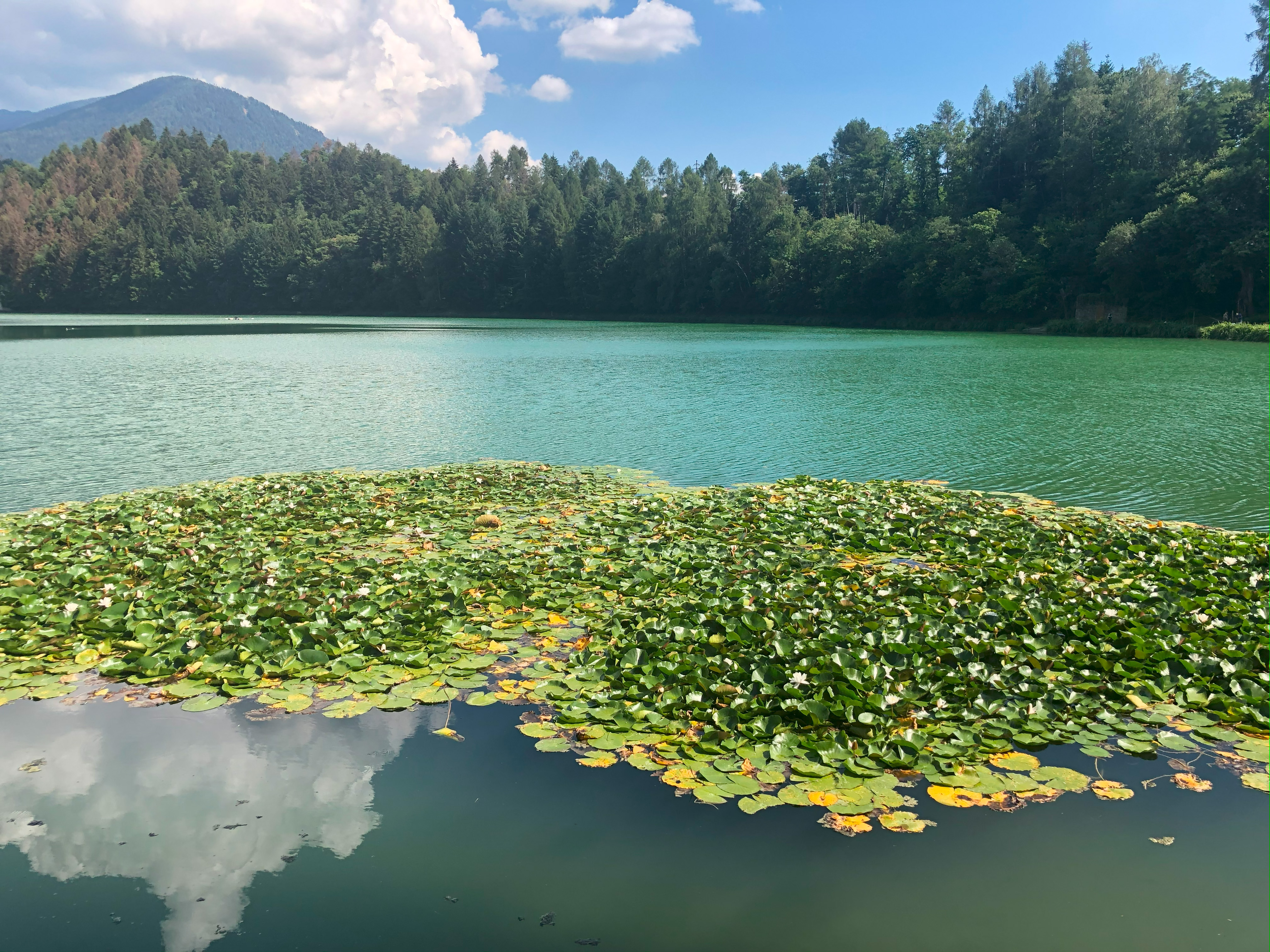
Ninfee sul lago di Canzolino

Il lago, con forma "a fagiolo", è situato a est del paese di Canzolino, da cui prende il nome; è collegato al vicino lago di Madrano da un piccolo immissario sotterraneo.
Così come il lago di Madrano, anche il lago di Canzolino è frequentato per la pesca; nelle sue acque vivono, tra gli altri, scardola, gardon, alborella, persico reale, persico trota, cavedano, triotto, luccio, carpa, tinca, gardon, pesce gatto e anguilla. Fino agli anni 1990 il lago era anche meta turistica piuttosto frequentata; la frequentazione è calata negli anni successivi anche per via del degrado ambientale, ma dagli anni 2020 è partito un progetto di recupero e valorizzazione.